# Rozbicie więzienia w Miechowie
Rozbicie więzienia w Miechowie – akcja antykomunistycznego podziemia niepodległościowego przeprowadzona w Miechowie.

## Historia
16 stycznia 1945 r. Miechów został zajęty przez oddziały Armii Czerwonej. Podążające za nimi oddziały NKWD i Smiersz dzień później rozpoczęły akcję aresztowania byłych żołnierzy Armii Krajowej Inspektoratu „Maria”. Zatrzymani byli czasowo osadzani w więzieniu w Miechowie przy ul. Wolbromskiej.
W akcję represjonowania byłych żołnierzy AK został włączony również Powiatowy Urząd Bezpieczeństwa Publicznego w Miechowie. Aresztowania nasiliły się w lutym i w marcu 1945 r., zatrzymani trafiali do aresztu przy ul. Jagiellońskiej. W trakcie dalszych działań represyjnych byli wysyłani do Krasnowodzka, Woroszyłowgradu, Swierdłowska, Woroneża i Doniecka. Aresztowani, za pomocą grypsów, informowali o swojej sytuacji osoby pozostałe na wolności. W organizację akcji ich odbicia zaangażowali się mjr Julian Malinowski ps. „Słowik” oraz ppor. Julian Socha ps. „Dźwig”. Bezpośrednie dowództwo nad akcją objął ppor. Socha, który wezwał zaufanych żołnierzy podziemia i nakazał im podjęcie broni ze skrytek.
24 kwietnia ok. sześćdziesięciu partyzantów podwodami dotarło do Miechowa i zaatakowało budynek więzienia przy ul. Wolbromskiej. Korzystając z elementu zaskoczenia wydzielona grupa partyzantów zdołała opanować budynek więzienia. Pozostała część oddziału blokowała komunistyczne oddziały znajdujące się na terenie miasta. Po ok. 20. minutach akcja została zakończona a więźniowie ze wszystkich cel uwolnieni.

## Upamiętnienie
Akcji rozbicia więzienia została poświęcona edukacyjna gra miejska „Rozbijmy więzienie w Miechowie”.